# بريط كلاركاني
بريط كلاركاني (الاسم العلمي:Dipcadi clarkeanum) هو نوع هجين من النباتات يتبع جنس البريط من الفصيلة الهليونية.